# Antonio Gómez Rodríguez
Antonio Gómez Rodríguez (Ecuandureo, Michoacán, 1888-1970, Pénjamo, Guanajuato) fue el creador del escudo nacional mexicano usado entre 1916 y 1934.

## Trayectoria
Se trasladó a la Ciudad de México para estudiar en la Academia de San Carlos, previo a la Revolución Mexicana.

## Escudo Nacional

Escudo nacional mexicano utilizado entre 1916 y 1934, obra de Antonio Gómez Rodríguez.

Durante la Revolución Mexicana, Venustiano Carranza solicitó el diseño de un nuevo escudo nacional que diferenciara el nuevo gobierno del de Porfirio Díaz. Antonio Gómez presentó su trabajo a Jorge Enciso. En su versión, el águila se encontraba de perfil; mientras que en el escudo anterior se encontraba con ambas alas abiertas con el cuerpo hacia el frente.
El 20 de septiembre de 1916, Carranza oficializó su uso a través de la promulgación de un decreto.

### Confusión con Francisco Eppens Helguera
En 1968, el entonces presidente Gustavo Díaz Ordaz ordenó realizar cambios en el escudo, los cuales quedaron a cargo de Francisco Eppens Helguera. El rediseño se basó en los trabajos previos de Antonio Gómez (1916-1934) y Jorge Enciso (1934-1968).

## Posteridad
Antonio Gómez no fue reconocido por su trabajo en vida. Actualmente existe una biblioteca en la alcaldía Iztapalapa que lleva su nombre.